# Королевский телохранитель (мини-сериал)
«Королевский телохранитель» (англ. The Royal Bodyguard) — британский комедийный мини-сериал.
Показ первой серии привлёк свыше 8 млн. зрителей, но позднее рейтинги сериала стали падать. Сериал подвергся резкой критике со стороны зрителей кинокритиков.
Кандидатура Дэвида Джейсона не рассматривалась, но деятель ВВС Шерил Тейлор сначала предложил ему пост исполнительного продюсера, а потом пригласил на главную роль. Съёмки сериала начались в июне 2011 года и завершились в ноябре. Первая серия сериала вышла в эфир 26 декабря 2011 года.
Джим Шелли писал: «Как трубила BBC, «Королевский телохранитель» стал первой комедией сэра Дэвида Джейсона после фильма «Только дураки и лошади» 2002 года — это было девять лет назад. Один только этот факт должен был насторожить всех участников проекта. Это был классический пример слепой веры в имя главного актёра. Не говоря о том, что вся предпосылка сюжета была глупой — что главным героем стал некомпетентный бывший глава службы безопасности автопарка Букингемского дворца. Комедия была откровенно задумана, чтобы нажиться на привлекательности таких персонажей, как инспектор Клузо и Джонни Инглиш. Единственным забавным моментом стало, что Джейсон смог сыграть клоуна так же хорошо, как Питер Селлерс или Роуэн Аткинсон».

## В ролях
- Дэвид Джейсон — капитан Гай Хаббл
- Джеффри Уайтхед — полковник Дженнис Уиттингтон
- Тимоти Бентинк — сэр Эдвард Хастингс
- Тим Дауни — Йетс

## Список серий
| No. | Название                       | Сценарий                       | Режиссёр                       | Дата выпуска    | Просмотр в Великобритании (в млн.) |
| --- | ------------------------------ | ------------------------------ | ------------------------------ | --------------- | ---------------------------------- |
| 1 | «The Limping Assassin»         | Марк Брюссел и Джастин Сбресни | Марк Брюссел и Джастин Сбресни | 26 декабря 2011 | 8.35 млн.                          |
| Начальник дворцового автопарка, капитан Гай Хаббл спасает жизнь королеве и получает назначение королевским телохранителем, что ужасает главу безопасности полковника Уиттингтона, считающего Хаббла кретином и «ходячей катастрофой». Британская разведка МИ-5 получает сведения о готовящемся покушении на королеву в ходе выступления на конференции Британского содружества в Шотландии. Хаббл знакомится с симпатичной постоялицей отеля Катей, которая на самом деле и стоит за покушением. Уиттингтон отстраняет Хаббла от службы, но тот, преследуя подозрительного делегата (исполнителя покушения, у которого внезапно пропала хромота), падает с балкона, спасая королеву от выстрела убийцы, на глазах у собравшихся участников конференции. |                                |                                |                                |                 |                                    |
| 2 | «The Siege of Blenheim Square» | Марк Брюссел и Джастин Сбресни | Марк Брюссел и Джастин Сбресни | 2 января 2012   | 5.23 млн.                          |
| Уиттингтон поручает Хабблу наблюдать за безопасностью принца в ходе его шоппинга в ювелирном магазине. В то время как Хаббл препирается с охранниками о правилах пользования рациями, банда грабителей захватывает магазин и берёт посетителей в заложники. Хаббл заносит грабителям пиццу под видом разносчика, но пробалтывается, что среди заложников есть принц. Стремясь загладить свой промах, Хаббл на дельтаплане приземляется на крыше здания магазина и спускается по водосточной трубе, но она отрывается и Хаббл влетает внутрь магазина, тем самым обезвредив всех трёх грабителей. |                                |                                |                                |                 |                                    |
| 3 | «Bullets Over Broad Street»    | Марк Брюссел и Джастин Сбресни | Марк Брюссел и Джастин Сбресни | 9 января 2012   | 3.54 млн.                          |
| Хаббл тренирет своего пса Уинстона находить по запаху взрывчатку. Он останавливает лакея, несущего торт королеве, чтобы Уинстон его проверил но пёс вгрызается в торт. Воспользовавшись моментом Уиттингтон посылает Хаббал в шестидневный отпуск, чтобы тот не присутствовал на дне рождения королевы. Хаббла посещает СПА-салон, но оказывается в заложниках у старого врага, разменной моентой в переговорах шайки преступников с правительством. Его попытка побега проваливается, но вскоре его освобождает ничего не подозревающий инспектор охраны Йетс. Хаббл присутствует при вивзите королевы в Окфорд, где его старые враги устраивают перестрелку, нона помощь поспевает Уинстон. |                                |                                |                                |                 |                                    |
| 4 | «The Royal Art of Blackmail»   | Марк Брюссел и Джастин Сбресни | Марк Брюссел и Джастин Сбресни | 16 января 2012  | 3.10 млн.                          |
| A burglar steals some paintings from the Queen's collection and Hubble is immediately enlisted to find the culprit. Unknowing to him, he has already assisted the thieves, whom he believed to be removal men. Hubble is ordered to keep watch, and immediately suspects Sir Ambrose (David Walliams) of being the culprit: Whittington disproves his theory. Hubble then creates a set-up situation in order to flush the burglars out, but ends up being kidnapped and soon discovers that his theory was right. A little incident with an ice cream truck threatens to end his career. Похищены несколько картин из коллекции королевы, Хаббл присоединяется к розыскам преступника. Сам того не зная, он уже помог ворам, которых он считал грузчиками. Хабблу подозревает сэра Эмброуза, но Уиттингтон опровергает его домыслы. Хаббл выдаёт себя за жертву, чтобы выявить грабителей, но его похищают. Его подозрения подтверждаются. |                                |                                |                                |                 |                                    |
| 5 | «The Perils of Attraction»     | Марк Брюссел и Джастин Сбресни | Марк Брюссел и Джастин Сбресни | 23 января 2012  | 3.26 млн.                          |
| Секретная служба инсценирует смерть Хаббла и помещает его под видом женщины-администратора Сандры Меллор в дом-резиденцию премьер=министра, чтобы атйным образом выявить законспирированного агента, передающего секретные сведения Северной Корее. Хаббл выделяет двух подозреваемых. Влиятельный чиновник министерства иностранных дел приглашает «Сандру» на обед... |                                |                                |                                |                 |                                    |
| 6 | «A Watery Grave»               | Марк Брюссел и Джастин Сбресни | Марк Брюссел и Джастин Сбресни | 30 января 2012  | 3.33 млн.                          |
| Hubble is assigned to looking after the Princess during a hen party held by one of her best friends. He soon manages to lose sight of her, and comes under attack from a gaggle of hen-night party goers. Realising that the events of the evening are similar to those of an operation held in Northern Ireland in the 1980s, Hubble soon fears for his life after a mysterious attack with a stone gargoyle on his house. Ending up with his own personal bodyguard, Whittington has no choice but to believe Hubble's theory, but after detaining a suspect, strange things continue to happen. Хаббл присматривает за принцессой в ходе девичника. Однако он теряет принцессу из виду, на него нападают посетители девичника. |                                |                                |                                |                 |                                    |